# Cetogènesi

Sender de la cetogènesi.

La Cetogènesi és un  procés metabòlic pel qual es produeixen els cossos cetònics com a resultat del catabolisme dels àcids grassos.

## Producció
Els cossos cetònics es produeixen principalment en les mitocòndries de les  cèl·lules del fetge. La seva síntesi ocorre en resposta a baixos nivells de glucosa i després de l'esgotament de les reserves cel·lulars de glicogen. La producció de cossos cetònics comença per fer disponible l'energia que es guarda com àcids grassos. Els àcids grassos són enzimàticament descompostos en la β-oxidació per formar acetil-CoA. Sota condicions normals, l'oxidació de l'acetil-CoA es produeix en el cicle de Krebs i la seva energia es transfereix com electrons a NADH,  FADH2, i GTP. No obstant això, si la quantitat d'acetil-CoA generada en el procés de oxidació dels àcids grassos és superior a la capacitat de processament del cicle de Krebs, o si l'activitat en aquest procés és baixa donada la poca quantitat de elements intermedis com el oxaloacetat, l'acetil-CoA s'usa per a la biosíntesi dels cossos cetònics via acetil-CoA i β-hidroxi-β-metilglutaril-CoA (HMG-CoA).
A més del seu paper en la síntesi de cossos cetònics, el HMG-CoA és també un intermediari en la síntesi del colesterol.

## Tipus de cossos cetònics
Els tres cossos cetònics són:
- Acetoacetat, el qual, si no és oxidat a una forma útil per obtenir energia, és la font dels altres dos cossos cetònics següents.
- Acetona, el qual no és usat com a font d'energia, és exhalat o excretat com rebuig.
- Betahidroxibutirat, el qual no és, en sentit tècnic, una cetona d'acord amb la nomenclatura IUPAC.

## Regulació
La cetogènesi podria o no ocórrer, depenent dels nivells disponibles de carbohidrats en les cèl·lules o el cos. Això està properament relacionat amb les vies de l'acetil-CoA:
- Quan el cos té abundants carbohidrats com a font d'energia, la glucosa és completament oxidada a  CO  2 ; l'acetil-CoA es forma com un intermediari en aquest procés, començant per entrar al cicle de Krebs seguit per la completa conversió de la seva energia química a  ATP en l'intercanvi de la cadena d'electrons mitjançant un procés d'oxidació.
- Quan el cos té excés de carbohidrats disponibles, part de la glucosa és totalment metabolitzada, i part d'aquesta és emmagatzemada per ser usada amb acetil-CoA per crear àcids grassos. (CoA és també reciclat aquí).
- Quan el cos no té carbohidrats lliures disponibles, el greix ha de ser descompost en acetil-CoA per poder obtenir energia. L'acetil-CoA no s'oxida a través del cicle de Krebs perquè els intermediaris (principalment oxaloacetat) s'han esgotat per suplir el procés de la gluconeogènesi, i la resultant acumulació d'acetil-CoA activa la cetogènesi.

## Patologia
Els cossos cetònics es creen a nivells moderats en l'organisme mentre dormim i quan no hi ha carbohidrats disponibles. No obstant això, quan l'aportació en hidrats de carboni és menor a uns 80 g/dia, es diu que el cos està en un estat de cetosi. Es desconeix si la cetosi té o no efectes a llarg termini.
Si els nivells dels cossos cetònics són massa alts, el pH de la sang cau, resultant en cetoacidosi. Això és molt rar i, en general, ocorre solament en la diabetis tipus I sense tractar, i en alcohòlics després de beure i no menjar.